# Trathala enigmatica
Trathala enigmatica là một loài tò vò trong họ Ichneumonidae.